# Blåmannsisen
Blåmannsisen (lulesamisk: Ålmåjalosjiegŋa) er med et areal på 87 km² den femte største gletsjer på Norges fastland, og ligger i Sørfold og Fauske kommuner i Nordland fylke. Mod øst ligger søen Blåmannsisvatnet som har forbindelse med Padjelanta Nationalpark på den anden side af grænsen til Sverige. Højeste punkt er 1.560 moh. og laveste 810  moh.
6. og 7. september 2001 opstod der et jøkelløb fra Blåmannsisen hvor 40 millionar kubikmeter vand strømmede ud fra bræen på kun 35 timer. Dette var første gang et jøkelløb var registreret fra bræen og blev set på som et tegn på klimaændringar i området. Efter denne hændelse satte NVE, Universitetet i Oslo og Elkem Energi Siso AS målestationar ud for at kunne varsle nye jøkelløb. Man mener, at vandføringen frå bræfronten kan have været 900 m³/s.. Vandet fra bræen endte i reservoiret til kraftværket Siso og vandniveauet steg med 2,5 meter i disse timer.

## Eksterne kilder og henvisninger
1. ↑  Tidlig varsling av jøkulhlaup ved Blåmannsisen Arkiveret 22. april 2007 hos  Wayback Machine NVE (læst 4. april 2008, men fjernet senere)

- Blåmannsisen Store norske leksikon.

67°15′41″N 16°04′33″Ø / 67.26139°N 16.07583°Ø